# Santa Ana de Huachi Airport
Santa Ana de Huachi Airport är en flygplats i Bolivia.   Den ligger i departementet La Paz, i den centrala delen av landet, 500 km nordväst om huvudstaden Sucre. Santa Ana de Huachi Airport ligger 392 meter över havet.
Terrängen runt Santa Ana de Huachi Airport är huvudsakligen kuperad, men norrut är den bergig. Santa Ana de Huachi Airport ligger nere i en dal. Runt Santa Ana de Huachi Airport är det glesbefolkat, med 16 invånare per kvadratkilometer..
I omgivningarna runt Santa Ana de Huachi Airport växer i huvudsak städsegrön lövskog.